# Wenceslao Robles
Wenceslao Robles  ( Santísima Trinidad o Luque c. 1820 - Paso de Patria, 8 de enero de 1866) fue un general paraguayo de la Guerra de la Triple Alianza, «el más antiguo y el más olvidado de los generales de la guerra del 64/70». Fue partícipe durante las primeras etapas del conflicto, especialmente durante la Campaña de Corrientes, siendo primer comandante en jefe de la División del Sud.

## Biografía

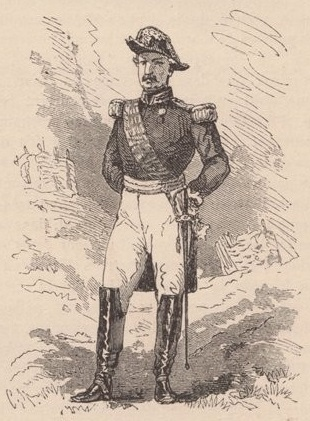
General W. Robles.

Su lugar de nacimiento varía mucho según las fuentes, Wenceslao Robles habría nacido en Santísima Trinidad o en Luque en la década de 1820.
Ingresó al ejército paraguayo en 1845 durante la campaña de corrientes al mando del entonces Brigadier Francisco Solano López contra el gobernador Juan Manuel de Rosas, y fue escalando rangos progresivamente hasta llegar al grado de Coronel antes de la Guerra de la Triple Alianza.
En 1864, año en que estalló la contienda con el Imperio del Brasil, revistaba con el grado de brigadier general del ejército paraguayo. Sólo Solano López ostentaba rango de general, razón por la cual Robles fue responsable de organizar y comandandar las tropas de su nación reunidas en el Campamento de Cerro León. Decidido el ataque a la República Argentina fue puesto al frente del Campamento de Humaitá y fue el responsable de transmitir las noticias de la declaración de guerra y las correspondientes instrucciones del canciller José Bergés y del ministro de hacienda Mariano González a los funcionarios paraguayos en el Río de la Plata.

Poco después asumió la jefatura de la división del sud, y el 14 de abril de 1865 partió de Itapirú al frente de una fuerza expedicionaria de 3 mil hombres, ocupó la ciudad de Corrientes, y avanzó hacia el sur de esa provincia. según se cuenta al estar el primer día en Corrientes fue encontrado durmiendo en la borrachera.

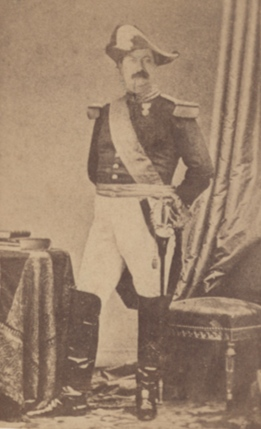
El comandante en jefe de la División del Sud.

Su hermano de nombre Ezequiel Robles había fallecido tras la Batalla del Riachuelo y como una forma de levantar los ánimos del general, el mariscal López envió al teniente coronel Paulino Alén para imponerle la Orden Nacional del Mérito, pero Robles rechazó violéntamente la condecoración reclamando a viva voz por las penalidades que padecían sus tropas, especialmente por la falta de abrigos.

"¿A mi?..."

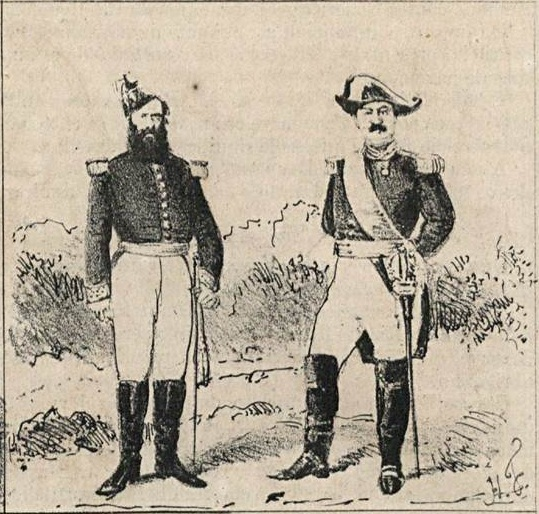
Los generales Barrios y Robles.

"¡Yo no merezco, que se dé a mi hermano, el sí lo merece!..."
Palabras atribuidas al general Robles al momento de recibir la Orden Nacional del Mérito por el coronel Alén.

Como respuesta, Francisco Solano López promovió al grado de brigadier general al coronel Francisco Isidoro Resquín y lo nombró segundo comandante de la División del Sud. Seguidamente, envió al Ministro de Guerra y Marina, general Vicente Barrios, con la orden de su destitución y apresamiento. Barrios se presentó en el campamento de Empedrado, Corrientes, y procedió a cumplir su comisión.

### Proceso y muerte

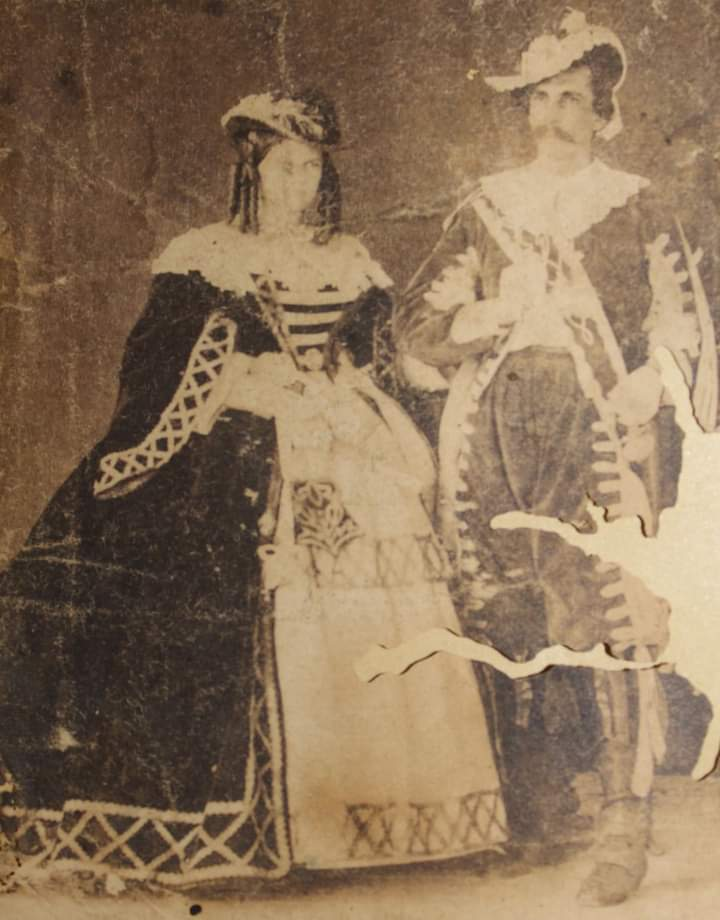
Fotografía del general Robles con su esposa.

Luego del ascenso a Resquín a brigadier,Robles fue progresivamente relevado del mando y posteriormente remitido a un tribunal militar para ser finalmente enjuiciado.
El juicio duró meses, y las acusaciones en su contra iban desde cargos de insubordinación  e incumplimiento de órdenes, así mismo era acusado de intercambiar correspondencia con hombres de la Legión Paraguaya entre ellos Fernando Iturburu que fueron nombrados traidores por el gobierno de los López. También se había granjeado numerosos enemigos durante la campaña debido a su carácter fuerte.
Juan Crisóstomo Centurión en sus memorias relata lo siguiente: «Como ya había observado antes, el carácter de Robles desde que pisó Corrientes, sufrió un gran desarrollo en el sentido de la independencia, y parecía dispuesto a sublevarse y sacudir la despótica coyunda de López"». «"Robles era adusto y repulsivo, y trataba a las gentes de su mando con un despotismo que rayaba en crueldad, circunstancia que llegó a acarrearle la odiosidad de todo el mundo".».
El proceso sería presidido por el Coronel de Caballería Felipe Toledo, jefe de la escolta de López, su secretario sería el entonces Teniente Manuel Antonio Maciel, y contaría con una elevada cantidad de testigos, varios de ellos correntinos.
Negligencias varias, recepción de correspondencia de parte de traidores, maltratos a la tropa, permitir el escape del Gobernador Manuel Lagraña mediante su inoperancia en la toma de Corrientes, despreciar la concesión de la condecoración de la Orden Nacional del Mérito que le hizo el gobierno; este es el resumen de los principales cargos presentados contra Robles por sus acusadores. A su vez era también culpado por haber contribuido al fracaso de la Campaña de Corrientes.

Cuartel General en el Paso de Patria, enero 6 de 1866.

Visto el sumario y resultando que el Brigadier ciudadano Wenceslao Robles ha faltado a los deberes se su alta posición y a la confianza del gobierno desde el primer día que pisó el territorio enemigo hasta su separación del mando de división de operaciones del Sud, Privando a la patria de las ventajas que esa poderosa columna debió prestarle en la siguiente lucha, esterilizando la ocupación de la Provincia de Corrientes, e imposibilitando las operaciones ulteriores porque alejándose del recto sendero del patriotismo y del honor militar, no ha cumplido las órdenes e instrucciones que han debido regular su conducta, y no ha hecho más que contrariarlas en aetrimiento del honor del soldado, del ilustre de las armas nacionales y en gravísimo perjuicio de la causa de la patria, y en provecho solo de la causa del enemigo, a quien en vez de perseguir y destruir, no ha hecho sino darle fuerza moral para organizarse y crear los elementos que carecía al principio de la guerra, aceptando la correspondencia de un traidor que, desde las filas enemigas, le hacía proposiciones de traición para su propia patria las armas que para su defensa había confiado a la división de su mando, sin que rechazara abierta y enérgicamente tan infame propuesta como cuadraba a su honor y elevada jerarquía para no equivocar la confianza de sus subordinados, y alimentar la esperanza del enemigo como en el caso ha sucedido: añadiendo a todo esto el tratamiento arbitrario, humillante y opresivo que ha dado desde el primer oficial hasta el último soldado que en esa campaña ha caído bajo su mando, tratando de destruir el ardor y espíritu marcial de las fuerzas nacionales por vejámenes e insultos. continuados e inmotivados, mientras le privaba la ocasión de escarmentar al enemigo y afirmar el crédito de la División, les prohibía hacerlo cuando esa ocasión se presentaba, para después acusar con altanería de amilanados y de ninguna esperanza a los virtuosos soldados a quienes acababa de imponer el duro sacrificio de una campaña estéril, pero llena de abnegación y de sufrimientos, ni siquiera ver sus armas respetadas, y para ir con su insubordinación y atrevimiento hasta calumniar e insultar a gritos al Gobierno, felicitándose de su reprobación y desafiando a fusilarle, porque ofuscado con el sufrimiento y la subordinación que las tropas nacionales le guardaban por respeto a ese mismo Gobierno que provocaba y al honor de la Patria, creyó tener para todo imperio absoluto sobre esos ciudadanos y poder hacerlo impunemente; y resultando también que el capitán de infantería Juan Francisco Valiente, nombrado Secretario del Brigadier Robles, desde el principio de la campaña y encargado de la mayoría de la División poco tiempo después, no ha hecho sino ocultar los criminales extravíos de su Jefe, de cuyo pleno e inmediato conocimiento jamás pudo estar ajeno por el doble carácter que investía cerca de su persona y por la confianza especial que le merecía por lo mismo que la secundaba, no habiendo servido en un puesto de semejante confianza y distinción, sino para autorizar la directa infracción de las órdenes, y cooperar a los fines de su Jefe, el Brigadier Robles, cuyas falsas participaciones redactaba guardando sobre ellas la más absoluta reserva y manifestándose todavía mezquino en el proceso, lo mismo que el ayudante subteniente Manuel Gauna que constrastando con todos los testigos que deponen en esta causa, se ha contraído a elogiar los servicios, méritos y virtudes del Brigadier Robles, raagravando su culpabilidad, profanando su juramento, descendiendo de su carácter de oficial y envileciendo su honor; y el soldado José Villalba que, con tenacidad pretendió ocultar muchos actos criminales que importaban el complemento de la causa de dicho Brigadier: Condeno al Brigadier Wenceslao Robles, al Capitán Juan Francisco Valiente, alféres Manuel Gauna y al soldado José ViIlalba. A SER PASADOS POR LAS ARMAS.

-LOPEZ. Gobierno
 Orden de fusilamiento del Brigadier Robles en conjunto con miembros de su estado mayor, redactada por Silvestre Aveiro, Escribano de gobierno.

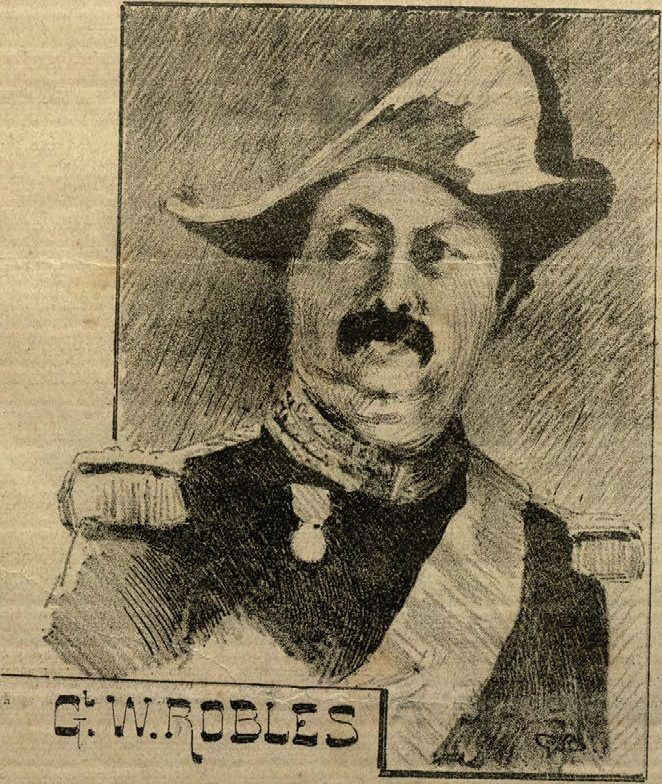
El Brigadier Robles (La Ilustración Paraguaya, año 1888).

Luego de su destitución, Robles fue apresado y trasladado a Humaitá junto con parte de su estado mayor, y tras ser hallado culpable de incumplimiento de órdenes superiores el 6 de enero, fue fusilado en el Campamento de Paso de Patria dos días después el 8 de enero de 1866, siendo el primer ajusticiado por un consejo de guerra durante la contienda. Fue conducido montado en un caballo portando su uniforme, no dio últimas palabras y cayó muerto bajo la primera carga de fusilería que se le dio.   Una de las balas le impactó directamente en la frente, lo que pudo haber acelerado su fallecimiento.
Con respecto a su condena a muerte,el coronel Centurión añade: 

"a pesar de estos defectos personales y las faltas en que hubiese incurrido en el cumplimiento de sus deberes en el comando de la División del Sud, por su categoría y los muchos años de servicio prestado al país, merecía que fuese tratado con más consideración e indulgencia, sometiendo su causa al juicio de un consejo de guerra y dándole un defensor, en lugar de ser juzgado sumariamente, como lo ha sido."
 Juan Crisóstomo Centurión
Memorias o Reminiscencias históricas sobre la Guerra del Paraguay.

Un testigo lo retrata así: «Entre los comensales están … Wenceslao Robles, único general en el escalafón, fuera de Solano López, y uno de los pocos militares que por aquellos tiempos no gastaba barba…».